# Kanton Arpajon-sur-Cère
Kanton Arpajon-sur-Cère (fr. Canton d'Arpajon-sur-Cère) je francouzský kanton v departementu Cantal v regionu Auvergne. Tvoří ho šest obcí.

## Obce kantonu
- Arpajon-sur-Cère
- Labrousse
- Prunet
- Teissières-lès-Bouliès
- Vézac
- Vezels-Roussy